# 1991 год в музыке

## События
- Образован норвежский проект Burzum (единственный участник — Варг Викернес).
- Образована группа «Рада и Терновник».
- Образована советско-российская рэп-группа Мальчишник.
- Образована британская метал-группа «Cradle of Filth».
- Образована финская группа HIM.
- Образована альтернативная группа Team Ocean, позднее переименована в группу «Небо здесь».
- Образована финская метал-группа Kotiteollisuus.
- Образована британская рок-группа «Oasis».
- Основана российская рок-группа Жуки.
- 20 марта — Майкл Джексон заключил контракт с Sony на 1 миллиард долларов.
- 21 марта в Фуллертоне (штат Калифорния), на 82 году жизни скончался изобретатель гитар и усилителей Лео Фендер. Смерть наступила из-за осложнений, вызванных болезнью Паркинсона.
- 8 апреля совершил самоубийство вокалист норвежской блэк-метал-группы «Mayhem» Пер Ингве Олин (р. 16.01.69), также известный под псевдонимом Дэд.
- 27 апреля (по другим данным 28 апреля) в Нью-Йорке состоялось бракосочетание певицы Бонни Рэйтт с киноактёром Майклом О’Кифом.
- 29 мая в Нью-Йорке, в «Sheraton New York Hotel and Towers» прошла 22-я ежегодная церемония внесения имён выдающихся композиторов в Зал славы авторов песен. На этот раз такой чести были удостоены Антонио Карлос Жобин, Джефф Бэрри, Отис Блэкуэлл, Ховард Гринфилд и Элли Гринвич.
- 3 июня выпущен дебютный альбом Данни Миноуг, сестры Кайли Миноуг.
- В июне-июле группа Мальчишник шокирует публику песней «Секс без перерыва».
- 18 июля состоялось знаменитое выступление индастриал-группы «Nine Inch Nails» на первом фестивале «Lollapalooza».
- 27 августа скончался Майк Науменко, лидер рок-группы «Зоопарк».
- 25 октября концертный промоутер и импресарио Билл Грэхем погиб при крушении вертолёта близ города Валледжо, штат Калифорния, возвращаясь к себе домой после концерта группы «Huey Lewis and the News».
- 28 октября Выпущенный в 1980 году альбом «Scorpions» «Animal Magnetism» получил статус платинового диска.
- 7 ноября Иззи Стрэдлин ушёл из «Guns N’ Roses».
- 24 ноября Синди Лопер и актёр Дэвид Торнтон поженились в Нью-Йорке.
- При невыясненных обстоятельствах, предположительно 9 мая, погибла Янка Дягилева.
- 24 ноября в своём Кенсингтонском особняке скончался Фредди Меркьюри — композитор и музыкант, солист рок-группы «Queen».
- 24 ноября от рака умер ударник рок-группы «Kiss» Эрик Карр.
- Образована американская группа «Rage Against the Machine».
- 6 октября в Санкт-Петербурге был убит певец, поэт и композитор Игорь Тальков.
- 8 декабря в концертном зале Рижского технического университета на фестивале танцевальной музыки Deju Mūzikas Festivāls ’91 состоялся последний концерт рэп-группы «Дубовый Гай», аудиозапись которого позже появилась в «нелегальных» торговых точках Москвы.
- 12 декабря была образована популярная группа «Лицей».

## Концерты и туры
- В октябре в Ростове-на-Дону состоялся рок-фестиваль «Формула-9» с участием групп: «Земляне», «Бригада С» и др.
- Международный музыкальный фестиваль в Харькове (С 1992 носит название «Харьковские ассамблеи»)

## Продажи
- Самый продаваемый альбом в США (Billboard Top 200) — «Mariah Carey» (Мэрайя Кэри)
- Самый продаваемый альбом в Великобритании — «Stars» (Simply Red), второе место — «Greatest Hits» (Eurythmics), третье место — «Greatest Hits II» (Queen)
- Самый продаваемый сингл в США (Billboard Hot 100) — «(Everything I Do) I Do It for You» (Брайан Адамс)
- Самый продаваемый сингл в Великобритании — «(Everything I Do) I Do It for You» (Брайан Адамс)

## Награды
- «Грэмми» за альбом года — Натали Коул за «Unforgettable… with Love»
- «Грэмми» за запись года — Нэт Кинг Коул и Натали Коул за «Unforgettable»
- «Грэмми» за песню года — «Unforgettable»
- «World Music Awards» в Монте-Карло, премия «Лучший артист СССР» Валерий Леонтьев.
- Brit Awards за лучшие британские записи: сингл — «These Are the Days of Our Lives» (Queen), альбом — «Seal (1991)» (Сил)

### Зал славы рок-н-ролла
Исполнители:
- The Byrds (Джин Кларк, Майкл Кларк[англ.], Дэвид Кросби, Роджер Макгуинн[англ.] и Крис Хиллман)[1]
- Ike & Tina Turner (Айк Тёрнер и Тина Тёрнер)[2]
- The Impressions (Джерри Батлер, Артур Брукс, Ричард Брукс, Сэм Гуден, Фред Кэш[англ.] и Кёртис Мэйфилд)[3]
- Лаверн Бейкер[4]
- Уилсон Пикетт[5]
- Джимми Рид[6]
- Джон Ли Хукер[7]

Раннее влияние:
- Хаулин Вулф[8]

Неисполнители:
- Дэйв Бартоломью[9]
- Ральф Басс[10]

Жизненные достижения:
- Несухи Эртегюн[11]

### Зал славы авторов песен
- Джефф Барри[12]
- Отис Блэквелл[13]
- Элли Гринвич[14]
- Ховард Гринфилд[англ.][15]
- Антониу Карлос Жобин[16]

Награда Джонни Мерсера:
- Адольф Грин[17]
- Бетти Комден[18]

Награда Эйба Олмена издателю:
- Фрэнк Милитари[19]
- Джей Моргенстерн[20]

Награда Сэмми Кана за жизненные достижения:
- Джин Отри[21]

Награда Хауи Ричмонда создателю хитов:
- Барри Манилоу[22]

Награда покровителю искусств:
- Эдвин М. Куперман[23]

### Зал славы кантри
- Будло и Фелис Брайант[24]

## Самые успешные хиты года
Следующие композицие достигли наивысших мест в чартах по всему миру в 1991 году .
| # | Исполнитель     | Название                          | Год  | Страна                    | Позиции в чартах |
| - | --------------- | --------------------------------- | ---- | ------------------------- | --- |
| 1 | Bryan Adams     | (Everything I Do) I Do it For You | 1991 | Канада                    | UK 1 — Jun 1991, US BB 1 of 1991, US CashBox 1 of 1991, Holland 1 — Jul 1991, Sweden 1 — Aug 1991, Austria 1 — Aug 1991, Switzerland 1 — Jul 1991, Norway 1 — Jul 1991, Poland 1 — Jul 1991, Germany 1 — Jan 1992, Éire 1 — Jul 1991, New Zealand 1 for 8 weeks Aug 1991, Australia 1 for 11 weeks Oct 1991, US BB 3 of 1991, Australia 3 of 1991, POP 3 of 1991, Europe 5 of the 1990s, TOTP 6, Global 7 (10 M sold) — 1991, Italy 9 of 1991, Germany 9 of the 1990s, Scrobulate 30 of ballad, Virgin 60, Party 70 of 2007, RYM 73 of 1991, Poland 96 of all time, OzNet 121, Belgium 150 of all time |
| 2 | Michael Jackson | «Black or White»                  | 1991 | Соединённые Штаты Америки | UK 1 — Nov 1991, US BB 1 of 1991, Sweden 1 — Nov 1991, Switzerland 1 — Nov 1991, Norway 1 — Nov 1991, Poland 1 — Nov 1991, Éire 1 — Nov 1991, New Zealand 1 for 8 weeks Nov 1991, Australia 1 for 8 weeks Feb 1992, Austria 2 — Nov 1991, Germany 2 — Jan 1992, Holland 3 — Nov 1991, Italy 3 of 1991, US BB 19 of 1991, POP 19 of 1991, Australia 24 of 1992, US CashBox 29 of 1992, RYM 96 of 1991, Germany 115 of the 1990s |
| 3 | Roxette         | Joyride                           | 1991 | Швеция                    | US BB 1 of 1991, Holland 1 — Mar 1991, Sweden 1 — Mar 1991, Austria 1 — Mar 1991, Switzerland 1 — Mar 1991, Norway 1 — Mar 1991, Germany 1 — Mar 1991, Australia 1 for 3 weeks Jul 1991, Poland 3 — Apr 1991, UK 4 — Mar 1991, France 7 — Apr 1991, Australia 13 of 1991, Italy 24 of 1991, Germany 24 of the 1990s, US CashBox 33 of 1991, US BB 35 of 1991, POP 37 of 1991 |
| 4 | Scorpions       | Wind of Change                    | 1991 | Германия                  | Holland 1 — Apr 1991, Sweden 1 — Mar 1991, Austria 1 — Jun 1991, Switzerland 1 — Feb 1991, Norway 1 — Apr 1991, Poland 1 — Mar 1991, Germany 1 of the 1990s, Germany 1 — Apr 1991, UK 2 — Sep 1991, US BB 4 of 1991, Scrobulate 9 of ballad, France 10 — Dec 1990, US BB 24 of 1991, Europe 26 of the 1990s, POP 26 of 1991, RYM 142 of 1990 |
| 5 | R.E.M.          | Losing My Religion                | 1991 | Соединённые Штаты Америки | Holland 1 — Mar 1991, Poland 1 — Apr 1991, Europe 1 of the 1990s, US BB 4 of 1991, Norway 4 — Jun 1991, Sweden 5 — Mar 1991, RYM 5 of 1991, Austria 7 — Aug 1991, Switzerland 11 — Oct 1991, Belgium 12 of all time, UK 19 — Mar 1991, US BB 28 of 1991, Virgin 30, US CashBox 39 of 1991, 39 in 2FM list, Poland 44 of all time, Acclaimed 44, POP 61 of 1991, Scrobulate 69 of rock, Italy 70 of 1991, OzNet 90, WXPN 106, RIAA 143, Rolling Stone 169 |

## Выпущенные альбомы
См. также категорию музыкальных альбомов 1991 года.

### Январь
- 12 января — Чёрный альбом (Кино)
- 13 января — Soulside Journey (Darkthrone)
- 22 января — The Soul Cages (Стинг)

### Февраль
- 3 февраля — Ночь перед Рождеством (Сектор Газа)
- 4 февраля — Innuendo (Queen)
- 18 февраля — Heaven`s Open (Mike Oldfield)
- 26 февраля — 1916 (Motörhead)
- Different world — Uriah Heep

### Март
- 8 марта — Out of Time (R.E.M.)
- 11 марта — Pink Bubbles Go Ape (Helloween)
- 25 марта — High Civilization (Bee Gees)
- 26 марта — Lean into It (Mr. Big)
- History Revisited (Talk Talk)

### Апрель
- 2 апреля — Arise (Sepultura)
- 2 апреля — Mane Attraction (White Lion)
- 2 апреля — Mama Said (Ленни Кравиц)
- 9 апреля — L’Autre… (Милен Фармер)
- 12 апреля — Seeds of Heaven (Blue System)
- 13 апреля — The Rack (Asphyx)
- 25 апреля — Шабаш (Алиса)
- 30 апреля — Union (Yes)

### Май
- 3 мая — Who’s Laughing Now (L.A.P.D.)
- 14 мая — Symbol of Salvation (Armored Saint)
- 14 мая — Sailing the Seas of Cheese (Primus)
- 28 мая — Gish (The Smashing Pumpkins)
- 31 мая — Temples of Ice (Venom)

### Июнь
- 1 июня — Endless Damnation (Behemoth)
- 3 июня — Love and Kisses (Данни Миноуг)
- 11 июня — Slave to the Grind (Skid Row)
- 14 июня — Slow, Deep and Hard (Type O Negative)
- 17 июня — For Unlawful Carnal Knowledge (Van Halen)
- 17 июня — Devoured Carcass (Old Funeral)
- 24 июня — Beyond Recall (Klaus Schulze)
- 25 июня — What You See Is What You Sweat (Арета Франклин)
- Murder Junkies (Джи-Джи Аллин и Antiseen)

### Июль
- 1 июля — Butchered at Birth (Cannibal Corpse)
- 1 июля — 1,039/Smoothed Out Slappy Hours (Green Day)
- 2 июля — Hey Stoopid (Alice Cooper)
- 2 июля — Woodface (Crowded House)
- 22 июля — Frequencies (LFO)
- 23 июля — Love Over-Due (Джеймс Браун)
- 30 июля — Concrete (Fear Factory)
- 30 июля — On the Sunday of Life (Porcupine Tree)

### Август
- 1 августа — Terminal Terror (Holy Moses)
- 12 августа — Metallica (Metallica)
- 13 августа — Mr. Bungle (Mr. Bungle)
- 13 августа — Cypress Hill (Cypress Hill)
- 17 августа — Plains Music (Manfred Mann’s Plain Music)
- 26 августа — Leisure (Blur)
- 26 августа — The Collection (Чак Берри)
- 27 августа — Ten (Pearl Jam)
- 30 августа — Into the Grave (Grave)

### Сентябрь
- 2 сентября — Tin Machine II (Tin Machine)
- 3 сентября — Horrorscope (Overkill)
- 3 сентября — Roll the Bones (Rush)
- 10 сентября — Catfish Rising (Jethro Tull)
- 10 сентября — On Every Street (Dire Straits)
- 10 сентября — Out of order (Nuclear Assault)
- 10 сентября — Rare & Well Done (Бо Диддли)
- 16 сентября — Laughing Stock (Talk Talk)
- 17 сентября — No More Tears (Оззи Осборн)
- 17 сентября — Use Your Illusion I,II (Guns N' Roses)
- 17 сентября — Emotions (Mariah Carey)
- 21 сентября — Wretch (Kyuss)
- 21 сентября — Sigh No More (Gamma Ray)
- 23 сентября — Ceremony (The Cult)
- 23 сентября — Keith Urban (Keith Urban)
- 24 сентября — The Low End Theory (A Tribe Called Quest)
- 24 сентября — Blood Sugar Sex Magik (Red Hot Chili Peppers)
- 24 сентября — Nevermind (Nirvana)
- 30 сентября — Déjà Vu (Blue System)
- Analogue Bubblebath (Aphex Twin)
- Analogue Bubblebath 2 (Aphex Twin)
- Get Ready for This (2 Unlimited)

### Октябрь
- 1 октября — Rock On! (Дел Шеннон)

- 8 октября — 24 Nights (Эрик Клэптон)
- 22 октября — Human (Death)
- 28 октября — Eros in concert (Эрос Рамаццотти)
- 28 октября — Uncertain (The Cranberries)
- 29 октября — Parallels (Fates Warning)
- Мечта самоубийцы (Телевизор)

### Ноябрь
- 3 ноября — Кровь за кровь (Ария)
- 4 ноября — Loveless (My Bloody Valentine)
- 4 ноября — Shepherd Moons (Enya)
- 5 ноября — The Sky Is Crying (Стиви Рэй Вон)
- 11 ноября — Live Baby Live (INXS)
- 11 ноября — We Can't Dance (Genesis)
- 12 ноября — 2Pacalypse Now (2pac)
- 19 ноября — Achtung Baby (U2)
- 24 ноября — DMBX1, DMBX2, DMBX3 (Depeche Mode)
- 26 ноября — Dangerous (Michael Jackson)

### Неизвестна дата выпуска
- Американский альбом (Владимир Асмолов)
- Бандитский альбом (Монгол Шуудан)
- Вези меня, извозчик (Александр Новиков)
- Il re degli ignoranti (Адриано Челентано)
- Cozmic Jam (Quadrophonia)
- Trance Dance 128 (Trilithon)
- Московская прописка (Комбинация)
- Зомби (Крематорий)
- Лёгкое дело холод (Стук бамбука в XI часов)
- Попытка к бегству (Игорь Куприянов)
- Колхозный панк (Сектор Газа)
- Родившийся в эту ночь (Наутилус Помпилиус)
- Всё, что ты хочешь! (Технология)
- Всё земное стало странным (Квартал)
- Музыка Стойких Оптимистов (Био)
- Четвёртый стул (Чайф)
- Бред Егорки (дуэт "Лицей")
- Флюид (Phluide) (Action Directe)
- Россия (Игорь Тальков)
- Песня о безответной любви к Родине (Ноль)
- Караван любви (София Ротару)
- Посредине мира (Диалог)
- Ты, ты, ты (Филипп Киркоров)
- Небо и земля (Филипп Киркоров)
- Городская сумасшедшая (Маша Распутина)
- Рождественские встречи I (Алла Пугачёва)
- Бодун (АукцЫон)
- Транснадёжность (Звуки Му)
- Харакири (Пикник)
- Декаданс (Агата Кристи)
- Преисподняя (Скорая помощь)
- Выворотень (Калинов мост)

## Родились
- 3 января — Канделария Мольфесе — аргентинская актриса, певица, танцовщица, ведущая и видеоблогер, наиболее известная по роли Камиллы Торрес в молодёжном телесериале канала Disney Channel «Виолетта».
- 8 января — Асука Хинои — японская певица и актриса.
- 13 января — Ку Хара (ум. 2019) — южнокорейская певица и актриса, участница группы Kara.
- 23 января — Ханна — российская певица и фотомодель.
- 17 февраля — Эд Ширан — британский певец, музыкант и автор песен.
- 25 марта — Дина Гарипова — российская певица, победительница телешоу «Голос» 2012 года на «Первом канале». Заслуженная артистка Республики Татарстан (2012). Финалистка международного музыкального конкурса «Евровидение—2013», занявшая пятое место.
- 2 апреля — Quavo — американский рэпер, бывший участник группы Migos.
- 1 мая — Софья Таюрская — вокалистка российской панк-рейв группы Little Big.
- 21 мая — Никита Пресняков — российский актёр кино, телевидения и дубляжа, певец и музыкант. Солист группы MULTIVERSE.
- 1 июня — Boulevard Depo — российский рэпер, бывший участник и создатель творческого объединения YungRussia.
- 8 июля — Манижа — российская певица.
- 14 июня — Alyona Alyona — украинская рэп-исполнительница.
- 5 октября — Ислам Итляшев — российский певец и автор песен в жанрах поп и шансон. Заслуженный артист Карачаево-Черкесской Республики (2022).
- 24 октября — Ярмак — украинский рэпер, актёр и военнослужащий ВСУ.
- 25 октября — Лорина Камбурова (ум. 2021) — болгарская актриса и певица.
- 21 ноября — Полина Фаворская — российская певица, телеведущая, бывшая участница группы «SEREBRO».
- 22 ноября — Shaman — российский певец, композитор и автор песен.
- 9 декабря — PnB Rock (ум. 2022) — американский рэпер.
- 14 декабря — Offset — американский рэпер, бывший участник группы Migos.
- 19 декабря — Хорхе Бланко — мексиканский актёр, певец, танцор.

## Скончались
- 8 января — Стив Кларк (30) — британский музыкант и автор песен, гитарист группы Def Leppard
- 14 марта — Док Помус (65) — американский блюзовый певец и автор песен
- 19 марта — Васил Арнаудов (57) — болгарский хоровой дирижёр и педагог
- 21 марта — Лео Фендер (81) — американский изобретатель, основатель компании Fender
- 8 апреля — Дэд (22) — норвежский певец, вокалист группы Mayhem
- 17 апреля — Джек Йеллен[англ.] (98) — американский автор песен и сценарист
- 20 апреля — Стив Марриотт (44) — британский музыкант и автор песен, гитарист групп Small Faces и Humble Pie[англ.]
- 9 мая (предположительно) — Янка Дягилева (24) — советская певица и автор-исполнитель
- 18 мая — До Нюан (68) — вьетнамский композитор, общественный деятель, музыковед и педагог
- 24 мая — Джин Кларк (46) — американский певец и автор песен, основатель и ритм-гитарист группы The Byrds
- 1 июня — Дэвид Раффин (50) — американский певец и музыкант, вокалист группы The Temptations
- 5 июня — Мария Розалина Абехо (68) — филиппинская пианистка, композитор и дирижёр
- 9 июня — Клаудио Аррау (88) — чилийский пианист
- 1 августа — Владимир Эдельман (80) — советский дирижёр
- 27 августа — Майк Науменко (36) — советский певец, музыкант и автор песен, лидер группы «Зоопарк»
- 28 сентября — Майлз Дэвис (65) — американский джазовый трубач, бэнд-лидер и композитор
- 6 октября — Игорь Тальков (34) — советский рок-музыкант, певец, бард и автор песен
- 25 октября — Билл Грэм (60) — американский бизнесмен, музыкальный импресарио и промоутер
- 2 ноября — Морт Шуман (52) — американский певец, пианист и автор песен
- 24 ноября
  - Фредди Меркьюри (45) — британский певец и автор песен парсийского происхождения, вокалист группы Queen
  - Эрик Карр (41) — американский музыкант, барабанщик группы Kiss